# Hans-Ernst Mittig

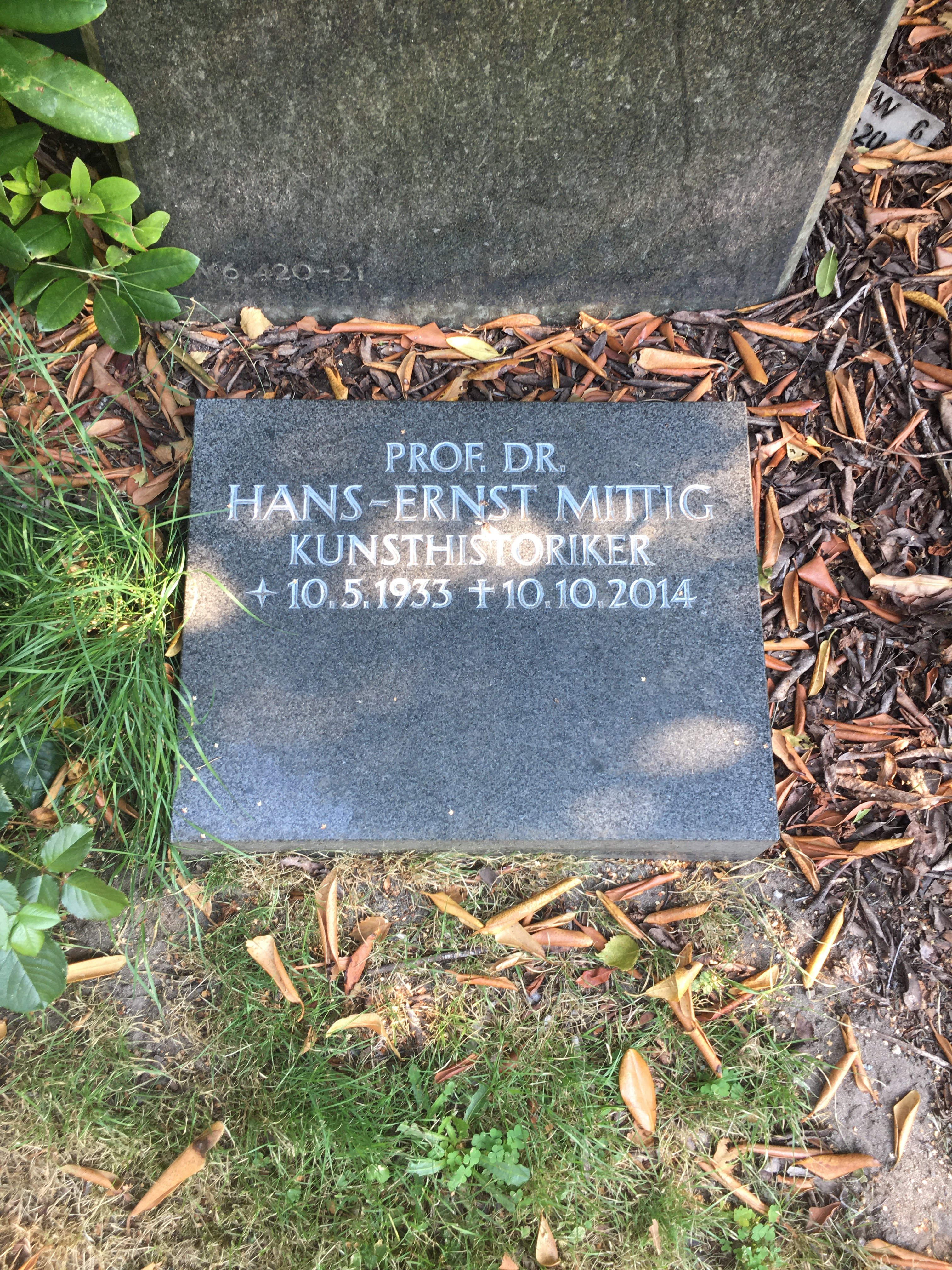
Grabstätte Hans-Ernst Mittig auf dem Ohlsdorfer Friedhof

Hans-Ernst Mittig (* 10. Mai 1933 in Hamburg; † 10. Oktober 2014 in Berlin) war ein deutscher Kunsthistoriker.

## Leben
Mittig wurde 1967 in Hamburg promoviert; 1970 ging er nach Berlin, zunächst als Assistent an die Technische Universität Berlin. Ab 1974 war er Professor für Kunstgeschichte an der Pädagogischen Hochschule Berlin. Mit der Auflösung der Pädagogischen Hochschule wechselte er an die Hochschule der Künste und war dort bis 1997 als Universitätsprofessor für Kunstgeschichte tätig.
1968 war Mittig Mitbegründer des Ulmer Vereins. Mittig verstarb 81-jährig und wurde auf dem Hamburger Friedhof Ohlsdorf in der Grablage W 6 420–21 beigesetzt.

## Veröffentlichungen
- als Herausgeber mit Volker Plagemann: Denkmäler im 19. Jahrhundert. Deutung und Kritik (= Studien zur Kunst des 19. Jahrhunderts. Bd. 20). Prestel, München 1972, ISBN 3-7913-0349-X.
- zusammen mit  Klaus Herding: Kunst und Alltag im NS-System. Albert Speers Berliner Straßenlaternen. Gießen 1975.
- Das Denkmal. In: Werner Busch, Peter Schmoock (Hrsg.): Kunst. Die Geschichte ihrer Funktion. Weinheim u. a. 1987, S. 457–489.
- „Entartete Kunst“: Künstlerische Rückblicke. In: Kritische Berichte. 4/90, S. 34–51.
- Dauerhaftigkeit, einst Denkmalargument. In: Mo(nu)mente: Formen und Funktionen ephemerer Denkmäler. Weinheim 1993, S. 11–34.
- NS-Kunst in milderem Licht? / Apologien heute. In: Kritische Berichte. 1/01, S. 5–22.
- Gegen das Holocaustdenkmal der Berliner Republik. Karin Kramer Verlag, Berlin 2005, ISBN 3-87956-302-0.
- Marmor der Reichskanzlei. In: Dieter Bingen/Hans-Martin Hinz (Hrsg.): Die Schleifung. Zerstörung und Wiederaufbau historischer Bauten in Deutschland und Polen. Harrassowitz Verlag, Wiesbaden 2005, S. 174–187.
- Zum Bundeswehr-Ehrenmal: Zeitbezug, Ortswahl, Material. In: Zeitgeschichte-online, Thema: Das Ehrenmal der Bundeswehr – eine notwendige Debatte, Hrsg.: Jan-Holger Kirsch, Irmgard Zündorf, September 2007.
- Offene Kapitel beim Umgang mit NS-Kunst in Museum, Ausstellung und Forschung. In: RIHA Journal. vom 9. Oktober 2014.

## Belege
1. ↑  Hans-Ernst Mittig †. In: RIHA Journal
2. ↑  Vereinsakten des Ulmer Vereins

| Personendaten    | Personendaten                                 |
| ---------------- | --------------------------------------------- |
| NAME             | Mittig, Hans-Ernst                            |
| KURZBESCHREIBUNG | deutscher Hochschullehrer für Kunstgeschichte |
| GEBURTSDATUM     | 10. Mai 1933                                  |
| GEBURTSORT       | Hamburg                                       |
| STERBEDATUM      | 10. Oktober 2014                              |
| STERBEORT        | Berlin                                        |